# Колман (Висконсин)
Колман (енгл. Coleman) град је у америчкој савезној држави Висконсин.

## Демографија
По попису из 2010. године број становника је 724, што је 8 (1,1%) становника више него 2000. године.
| Група             | 2000.       | 2010.       |
| Белци             | 711 (99,3%) | 679 (93,8%) |
| Афроамериканци    | 0 (0,0%)    | 4 (0,6%)    |
| Азијати           | 0 (0,0%)    | 0 (0,0%)    |
| Хиспаноамериканци | 2 (0,3%)    | 23 (3,2%)   |
| Укупно            | 716         | 724         |